# Boxe aux Jeux olympiques d'été de 2012
Navigation
Pékin 2008 Rio de Janeiro 2016

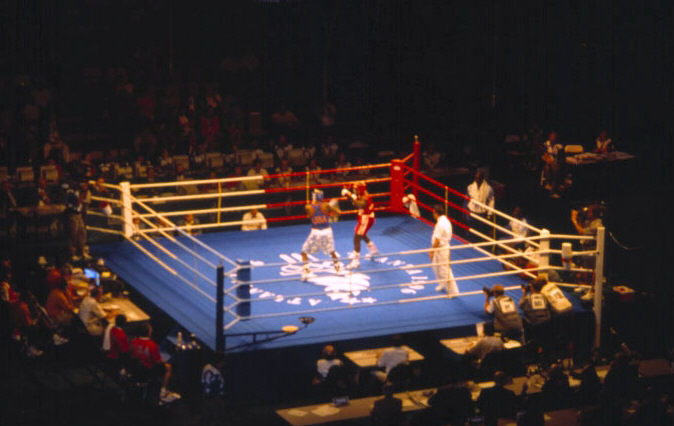
Ring de boxe aux jeux de Londres 2012.

Les épreuves de boxe anglaise des Jeux olympiques d'été de 2012 ont lieu du 27 juillet au 12 août 2012 au centre d'ExCeL à Londres (Royaume-Uni). La boxe féminine fait pour la première fois son apparition aux JO.

## Critères de qualification
Chaque nation ne peut engager qu'un boxeur par catégorie. Six places sont attribuées automatiquement au pays organisateur et 19 invitations seront attribuées par une commission tripartite. 
Les épreuves de qualification aux Jeux olympiques d'été de 2012 sont pour les hommes :
- World Series of Boxing 2010-2011 : vainqueur de chacune des 5 catégories représentées soit 5 places.
- Championnats du monde 2011 : 10 qualifiés dans les catégories inférieures à 81 kg, et 6 qualifiés pour les plus de 81 kg dans le respect du quota alloué à chaque continent soit 92 places.
- Tournois de qualification olympique continentaux en 2012 : 140 places attribués aux boxeurs les mieux classés dans le respect du quota alloué à chaque continent soit 140 places.

Pour les femmes la seule épreuve de qualification est :
- Championnats du monde 2012 : 8 qualifiées dans chacune des catégories dans le respect du quota alloué à chaque continent soit 24 places.

Le quota de places attribuées aux boxeurs par continent est déterminé comme suit :
|        | Afrique | Asie | Europe | Amérique | Océanie | Total |
| ------ | ------- | ---- | ------ | -------- | ------- | ----- |
| Hommes | 52      | 56   | 78     | 54       | 10      | 250   |
| Femmes | 5       | 8    | 12     | 8        | 3       | 36    |
| Total  | 57      | 64   | 90     | 62       | 13      | 286   |

## Calendrier
| P | Tours préliminaires | ⅛ | 1/8e de finale | ¼ | Quarts de finale | ½ | Demi-finales | F | Finale |

| Date →                    | 28 | 28 | 29 | 29 | 30 | 30 | 31 | 31 | 1 | 1 | 2 | 2 | 3 | 3 | 4 | 4 | 5 | 5 | 6 | 6 | 7 | 7 | 8 | 8 | 9 | 9 | 10 | 10 | 11 | 12 |
| Compétition↓              | A  | S  | A  | S  | A  | S  | A  | S  | A | S | A | S | A | S | A | S | A | S | A | S | A | S | A | S | A | S | A  | S  | S  | A  |
| ------------------------- | -- | -- | -- | -- | -- | -- | -- | -- | - | - | - | - | - | - | - | - | - | - | - | - | - | - | - | - | - | - | -- | -- | -- | -- |
| Poids mi-mouches hommes   |    |    |    |    |    |    | P  | P  |   |   |   |   |   |   | ⅛ | ⅛ |   |   |   |   |   |   |   | ¼ |   |   | ½  |    | F  |    |
| Poids mouches hommes      |    |    |    |    | P  | P  |    |    |   |   |   |   | ⅛ | ⅛ |   |   |   |   |   |   |   | ¼ |   |   |   |   |    | ½  |    | F  |
| Poids coqs hommes         | P  | P  |    |    |    |    |    |    | ⅛ | ⅛ |   |   |   |   |   |   |   | ¼ |   |   |   |   |   |   |   |   | ½  |    | F  |    |
| Poids légers hommes       |    |    | P  | P  |    |    |    |    |   |   | ⅛ | ⅛ |   |   |   |   |   |   |   | ¼ |   |   |   |   |   |   |    | ½  |    | F  |
| Poids super-légers hommes |    |    |    |    |    |    | P  | P  |   |   |   |   |   |   | ⅛ | ⅛ |   |   |   |   |   |   |   | ¼ |   |   | ½  |    | F  |    |
| Poids welters hommes      |    |    | P  | P  |    |    |    |    |   |   |   |   | ⅛ | ⅛ |   |   |   |   |   |   |   | ¼ |   |   |   |   |    | ½  |    | F  |
| Poids moyens hommes       | P  | P  |    |    |    |    |    |    |   |   | ⅛ | ⅛ |   |   |   |   |   |   |   | ¼ |   |   |   |   |   |   | ½  |    | F  |    |
| Poids mi-lourds hommes    |    |    |    |    | P  | P  |    |    |   |   |   |   |   |   | ⅛ | ⅛ |   |   |   |   |   |   |   | ¼ |   |   |    | ½  |    | F  |
| Poids lourds hommes       |    |    |    |    |    |    |    |    | ⅛ | ⅛ |   |   |   |   |   |   |   | ¼ |   |   |   |   |   |   |   |   | ½  |    | F  |    |
| Poids super-lourds hommes |    |    |    |    |    |    |    |    | ⅛ | ⅛ |   |   |   |   |   |   |   |   |   | ¼ |   |   |   |   |   |   |    | ½  |    | F  |
| Poids mouches femmes      |    |    |    |    |    |    |    |    |   |   |   |   |   |   |   |   | ⅛ |   | ¼ |   |   |   | ½ |   | F |   |    |    |    |    |
| Poids légers femmes       |    |    |    |    |    |    |    |    |   |   |   |   |   |   |   |   | ⅛ |   | ¼ |   |   |   | ½ |   | F |   |    |    |    |    |
| Poids moyens femmes       |    |    |    |    |    |    |    |    |   |   |   |   |   |   |   |   | ⅛ |   | ¼ |   |   |   | ½ |   | F |   |    |    |    |    |

A = session l'après-midi, S = session en soirée

## Évènement marquant
En huitième de finale, le Japonais Satoshi Shimizu est désigné perdant face à l'Azerbaïdjanais Magomed Abdulhamidov qu'il avait pourtant largement dominé et envoyé son adversaire six fois au tapis lors de la troisième reprise,. Après un appel du coach japonais mentionnant que l'Azerbaïdjanais aurait dû recevoir trois avertissements et être disqualifié, la décision est finalement modifiée.
En quart de finale, Alexis Vastine est opposé à l'Ukrainien Taras Shelestyuk, champion du monde 2011 qui l'a battu par deux fois par le passé,. Après deux reprises disputées, Vastine semble prendre l'avantage dans la dernière reprise,,. Pourtant, les arbitres en jugent autrement et, après avoir annoncé un score total égal à 18 touches chacun, déclarent Shelestyuk vainqueur,. La décision arbitrale est immédiatement contestée par Vastine et huée par le public londonien, l'Ukrainien semble même surpris par ce choix,. Le Français bondit et hurle « Non... non... non... Pas encore... Pas deux fois ! » et s'allonge au milieu du ring,,,. Une double réclamation est faite par l'équipe de France — portant également sur le combat de Nordine Oubaali, éliminé la même soirée en quart de finale dans la catégorie moins de 52 kg — mais celle-ci est rejetée,. 
Ces deux décisions arbitrales entrent dans le cadre plus large de corruption dans la boxe olympique,.

## Résultats

### Hommes
| Catégories                  | Or                             | Argent                          | Bronze                                                         |
| Poids mi-mouches (-49 kg)   | Zou Shiming Chine              | Kaeo Pongprayoon Thaïlande      | Paddy Barnes IrlandeDavid Ayrapetyan Russie                    |
| Poids mouches (-52 kg)      | Robeisy Ramirez Cuba           | Nyambayaryn Tögstsogt Mongolie  | Misha Aloyan RussieMichael Conlan Irlande                      |
| Poids coqs (-56 kg)         | Luke Campbell Grande-Bretagne  | John Joe Nevin Irlande          | Lázaro Álvarez CubaSatoshi Shimizu Japon                       |
| Poids légers (-60 kg)       | Vasyl Lomachenko Ukraine       | Han Soon-Chul Corée du Sud      | Yasniel Toledo CubaEvaldas Petrauskas Lituanie                 |
| Poids super-légers (-64 kg) | Roniel Iglesias Cuba           | Denys Berinchyk Ukraine         | Vincenzo Mangiacapre ItalieUranchimegiin Mönkh-Erdene Mongolie |
| Poids welters (-69 kg)      | Serik Sapiyev Kazakhstan       | Freddie Evans Grande-Bretagne   | Taras Shelestyuk UkraineAndrey Zamkovoy Russie                 |
| Poids moyens (-75 kg)       | Ryōta Murata Japon             | Esquiva Florentino Brésil       | Anthony Ogogo Grande-BretagneAbbos Atoev Ouzbékistan           |
| Poids mi-lourds (-81 kg)    | Egor Mekhontsev Russie         | Adilbek Niyazymbetov Kazakhstan | Yamaguchi Falcão BrésilOleksandr Gvozdyk Ukraine               |
| Poids lourds (-91 kg)       | Oleksandr Usyk Ukraine         | Clemente Russo Italie           | Tervel Pulev BulgarieTeymur Mammadov Azerbaïdjan               |
| Poids super-lourds (+91 kg) | Anthony Joshua Grande-Bretagne | Roberto Cammarelle Italie       | Magomedrasul Majidov AzerbaïdjanIvan Dychko Kazakhstan         |

### Femmes
| Catégories                 | Or                           | Argent                   | Bronze                                             |
| Poids mouches (48 – 51 kg) | Nicola Adams Grande-Bretagne | Ren Cancan Chine         | Marlen Esparza États-Unis Mary Kom Inde            |
| Poids légers (57 – 60 kg)  | Katie Taylor Irlande         | Sofya Ochigava Russie    | Mavzuna Chorieva Tadjikistan Adriana Araujo Brésil |
| Poids moyens (69 – 75 kg)  | Claressa Shields États-Unis  | Nadezda Torlopova Russie | Marina Volnova Kazakhstan Li Jinzi Chine           |

### Tableau des médailles
| Rang  | Nation          | Or | Argent | Bronze | Total |
| ----- | --------------- | -- | ------ | ------ | ----- |
| 1     | Grande-Bretagne | 3  | 1      | 1      | 5     |
| 2     | Ukraine         | 2  | 1      | 2      | 5     |
| 3     | Cuba            | 2  | 0      | 2      | 4     |
| 4     | Russie          | 1  | 2      | 3      | 6     |
| 5     | Irlande         | 1  | 1      | 2      | 4     |
| 5     | Kazakhstan      | 1  | 1      | 2      | 4     |
| 6     | Chine           | 1  | 1      | 1      | 3     |
| 8     | Japon           | 1  | 0      | 1      | 2     |
| 9     | États-Unis      | 1  | 0      | 1      | 2     |
| 10    | Italie          | 0  | 2      | 1      | 3     |
| 11    | Brésil          | 0  | 1      | 2      | 3     |
| 12    | Mongolie        | 0  | 1      | 1      | 2     |
| 13    | Corée du Sud    | 0  | 1      | 0      | 1     |
| 13    | Thaïlande       | 0  | 1      | 0      | 1     |
| 15    | Azerbaïdjan     | 0  | 0      | 2      | 2     |
| 16    | Bulgarie        | 0  | 0      | 1      | 1     |
| 16    | Inde            | 0  | 0      | 1      | 1     |
| 16    | Lituanie        | 0  | 0      | 1      | 1     |
| 16    | Tadjikistan     | 0  | 0      | 1      | 1     |
| 16    | Ouzbékistan     | 0  | 0      | 1      | 1     |
| Total | Total           | 13 | 13     | 26     | 52    |